# کورن (هوراند)
کورن یکی از روستاهای استان آذربایجان شرقی است. که در دهستان چهاردانگه جنوبی بخش چهاردانگه شهرستان هوراند واقع شده‌است.